# Histoire des Juifs à Bitola

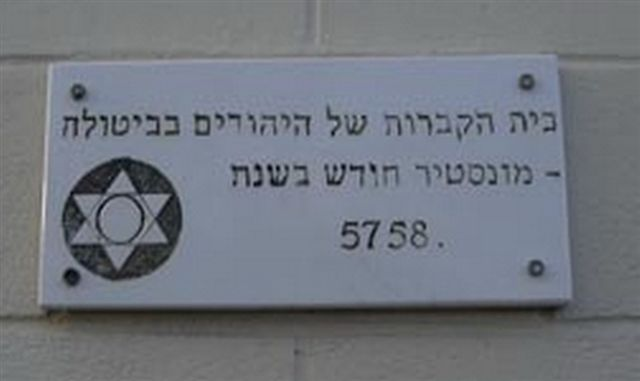
Plaque au cimetière juif de Bitola pour la communauté assassinée

La présence de Juifs à Bitola ou Monastir remonte à l'Antiquité ; la ville a ainsi abrité l'une des plus anciennes communautés juives de Macédoine jusqu'à la Seconde guerre mondiale.
Des Juifs hellénistes venus de l'Empire romain d'Orient viennent agrandir cette communauté au Moyen Âge dans la ville envahie alors par les Turcs. Leur groupe s'accroît encore à l'arrivée de Juifs expulsés de la péninsule ibérique mais la communauté juive de Monastir déchirée à travers les siècles entre la misère et les guerres régionales est souvent poussée à la conversion pour survivre plus dignement. Malgré leur résilience dans l'Empire ottoman (1389-1912), le royaume de Serbie (1912), le royaume des Serbes, Croates et Slovènes (1918) ou le royaume de Yougoslavie (1929), la Shoah a finalement raison des derniers Juifs de la ville. 

## Histoire

### Anciennes traces
L'existence d'une synagogue antique est attestée dans la ville antique de Stobi (dans la municipalité actuelle de Bitola) lors de fouilles archéologiques, par inscription sur une colonne datant du IIIe siècle et offerte par un certain Claudius Tiberius Polycharmos, pater synagogae (« père de la Synagogue »), alors que la région est gouvernée par Rome. Il est probable que les ancêtres de Polycharmos aient été des hommes libres de l'empereur Claude, venus de Rome pour s'installer en Macédoine vers le milieu du premier siècle - Bitola se situant sur l'ancienne route commerciale romaine « Via Egnatia », les commerçants juifs y auraient posé leurs valises. .

### Moyen Âge
Par des documents qui nous sont parvenus, on sait aussi que des artisans et commerçants juifs romaniotes issus de l'Empire byzantin et rescapés des troisième et quatrième Croisades étaient établis à Bitola au XIIe siècle, rejoints en 1374 par des Juifs expulsés de Hongrie par ordre du roi Louis Ier et d'autres réfugiés venus d'Asie mineure au XVe siècle, en tant que travailleurs forcés appelés Sorgon (Sürgün),,.
Bitola accueille en 1492, des Juifs espagnols expulsés d'Espagne puis en 1497, des Juifs portugais expulsés du Portugal. Le cimetière juif de 1487 est attesté.
Au cours du XVIe siècle, l'érudit talmudiste, auteur de responsa, Joseph ben Lev est chef de la yeshiva à Monastir.
Un marchand vénitien décrit en 1591 la ville comme un centre de négoce développé, qui possède un Bezisten (bazar couvert) et un caravansérail. Selon lui, Monastir comptait 200 maisons habitées par des Juifs et vivait principalement du commerce de la laine et du cuir.
Durant la domination ottomane (1382-1913), Monastir devient un grand centre commercial qui commerce avec l'Albanie et la Grèce, où les Juifs s'activent dans l'exportation de liqueurs, huile d' olive, poisson salé, sel, et dans l'importation de laine, soie et tissu tissé, cuivre, etc. Nombre d'entre eux sont tanneurs, orfèvres, fromagers.

### Époque moderne
Au XVIIIe siècle, Abraham ben Juda di Buton est un rabbin de Monastir. 

### AuXIXesiècle

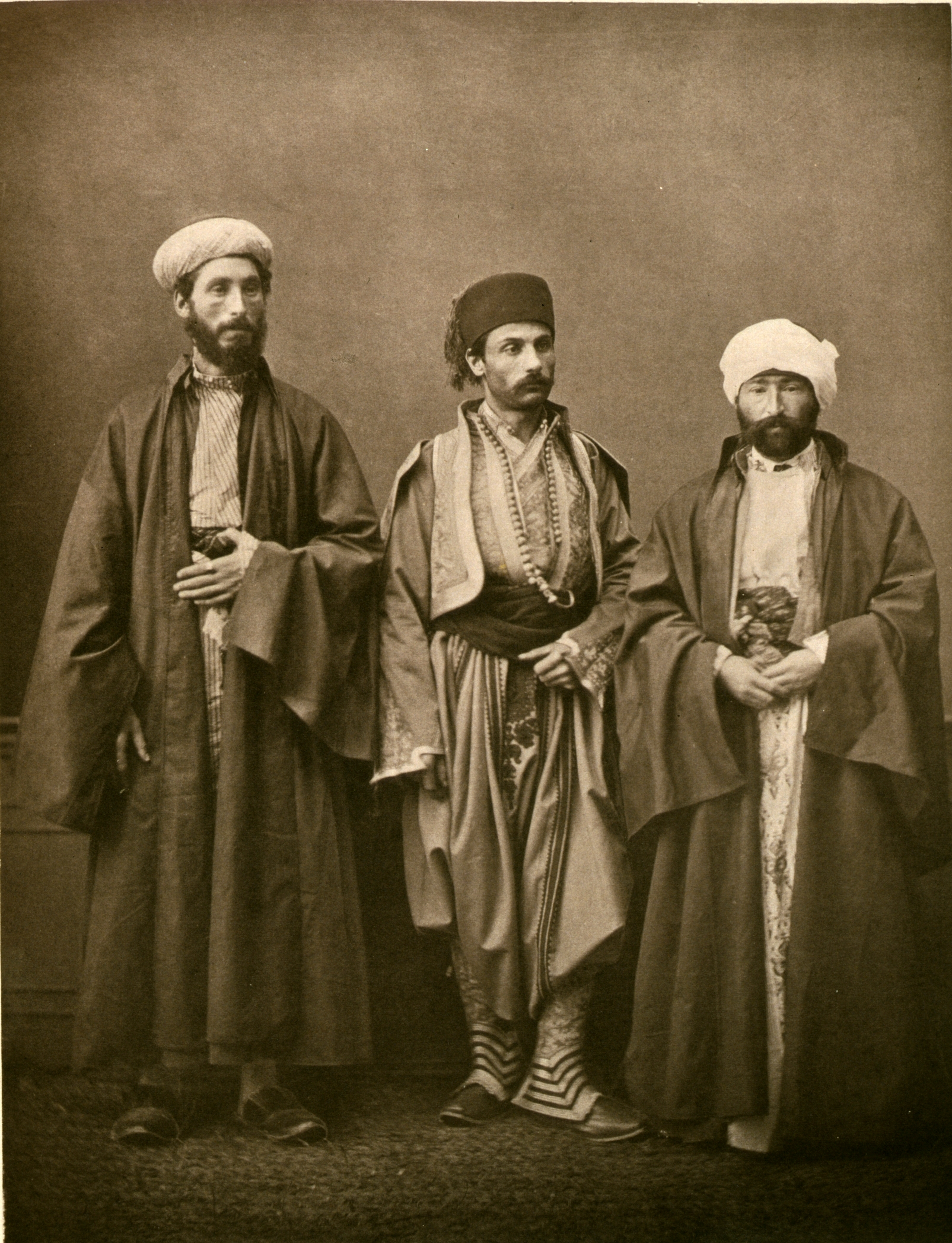
De gauche à droite : grand-rabbin (Haham-bachi) de Salonique, bourgeois de Monastir (Bitola) et professeur musulman de Salonique, 1873

Les témoignages des missionnaires chrétiens montrent combien la pauvreté facilite les conversions et c'est ce en quoi a cédé une partie de la communauté juive au XIXe siècle à Monastir.
L’économie de la ville décline après la décision ottomane de faire de la ville un district du vilayet de Salonique alors qu'elle était précédemment la capitale administrative d’une vaste région et après le grand incendie de 1863 qui laisse de nombreuses familles dans la misère. Durant ces temps difficiles marqués aussi par les guerres, les dirigeants de la communauté appellent à l’aide des Juifs fortunés de Londres comme Sir Moïse Montefiore, qui soutiennent leurs coreligionnaires dans le besoin.
Un incendie qui balaie la ville en 1863, détruit plus de 1 000 maisons et magasins juifs. 
Lors des violences politiques de la région, les forces pro-bulgares ne visent pas les Juifs en particulier mais périodiquement toutefois, ceux-ci sont injustement accusés de « meurtres rituels », notamment en 1900 et persécutés.

### AuXXesiècle

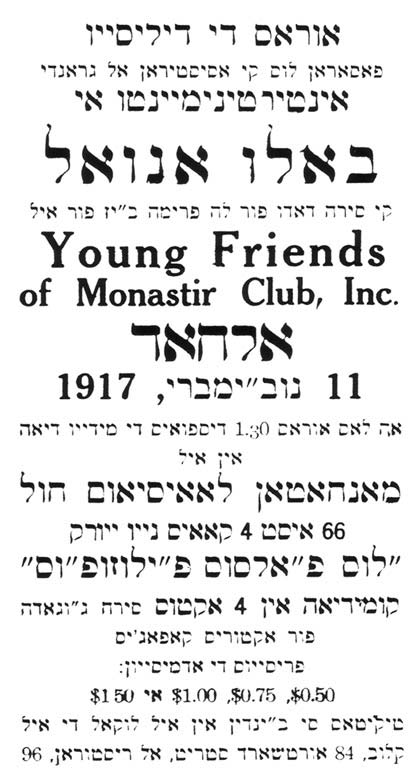
Association juive ladino des Jeunes amis du Monastir club, 1917

Dans ce contexte de famine ou de violence, 75 000 Juifs quittent la Macédoine pour le Canada, l’Amérique du Sud et la plupart pour les États-Unis, quelques-uns aussi pour le Chili et la Palestine en 1900 et 1912, et fondent une nouvelle communauté dans chacun de ces lieux,.

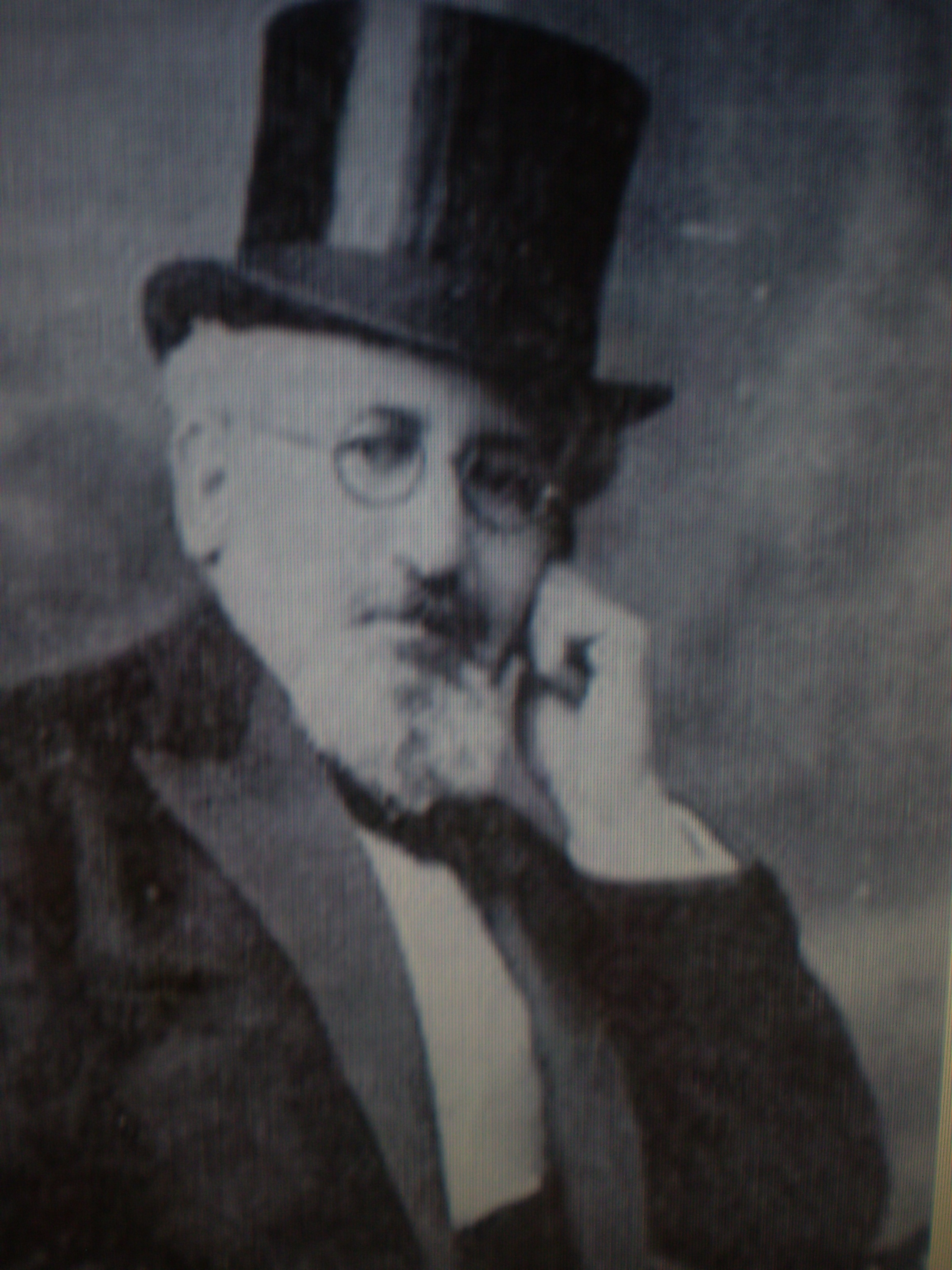
Sabetai Djaen, grand-rabbin de Bitola et dramaturge, v. 1925

Au début du XXe siècle, la communauté juive s'élève à plus de 10 000 personnes qui représentent plus de 18 % de la population totale de la ville. Elles continuent à parler le judéo-espagnol (ladino) de leurs ancêtres castillans en plus des langues locales et vivent dans des maisons à l'architecture hispanique du quartier juif (non imposé) appelé « Jevrejska mala » (dynamité en 1947), plutôt en bonne intelligence avec leurs voisins, actives dans le commerce et intégrées dans la ville. Les Juifs appartiennent aux différentes classes sociales et fréquentent la synagogue. Un tiers de la population juive la plus indigente vit dans des quartiers tels que « La Tabane » ou « Ciflik » et pire, à « Los Kortezus », un champ à côté de la ville où les conditions de vie sont très difficiles.
Les Juifs choisissent leur synagogue (où le rabbin peut être dramaturge comme rabbi Satabaï Djaen (he), ou peu croyant comme rabbi Avram Romano) parmi une dizaine de synagogues. S'y ajoutent une synagogue pour la jeunesse construite dans une école juive, un Talmud Torah avec 250 élèves, une école de garçons et une école de filles subventionnées par l'Alliance israélite universelle (AIU) et l'Association anglo-juive (en), et des crèches accueillant 120 jeunes enfants. Ils ont aussi un mikveh pour le bain rituel et un boucher casher mais seulement la moitié des Juifs de la ville ont les moyens de s'acheter de la viande.

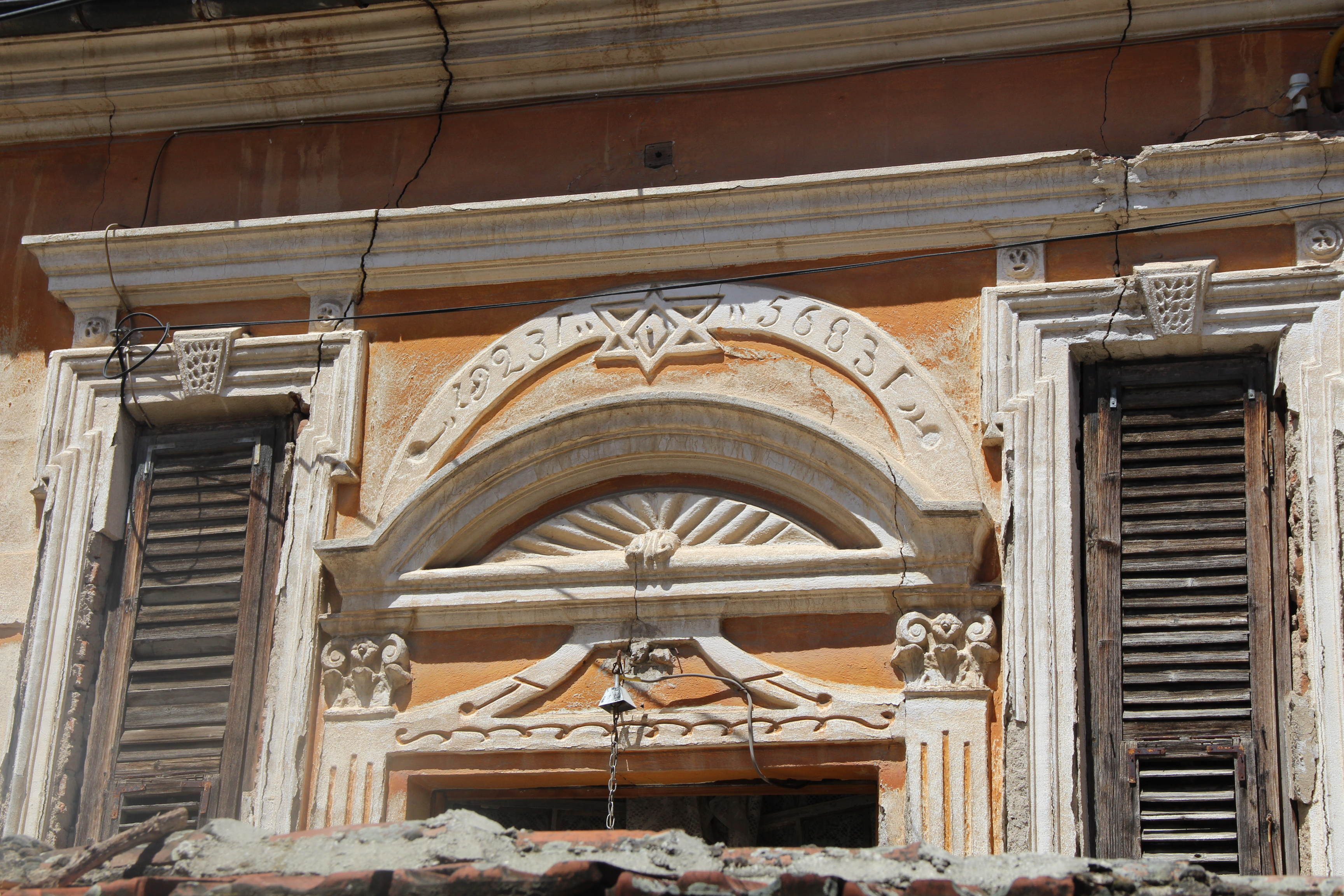
Maison juive désertée, construite en 1923.

Mais de nouvelles violences durant la Première Guerre mondiale, l'épidémie de typhus de 1915 et la famine ont raison d'une partie de la ville : de nombreux habitants dont des Juifs fuient vers Salonique, d'autres à Jérusalem alors sous domination ottomane mais aussi aux États-Unis et au Chili, suivant ainsi leurs prédécesseurs. Après la guerre, les survivants restent démunis, sans emploi ou pauvres portefaix et marchands ambulants,.

#### Entre Deux-Guerres
Dans l'Entre-Deux-guerres, le sionisme devient la principale force d’attraction de la communauté juive de Monastir. Léon Kamhi de Bitola œuvre sans relâche pour promouvoir l’éducation sioniste et l’immigration vers la terre d'Israël. Des mouvements essaient de venir en aide à cette communauté par notamment des cours de formation professionnelle et d'autres activités mais le temps qui lui reste à vivre est compté. En 1931, la Hashomer Hatzair contrôle les organisations de jeunesse et le départ vers la Palestine qui s’accélère en 1932.

#### Shoah

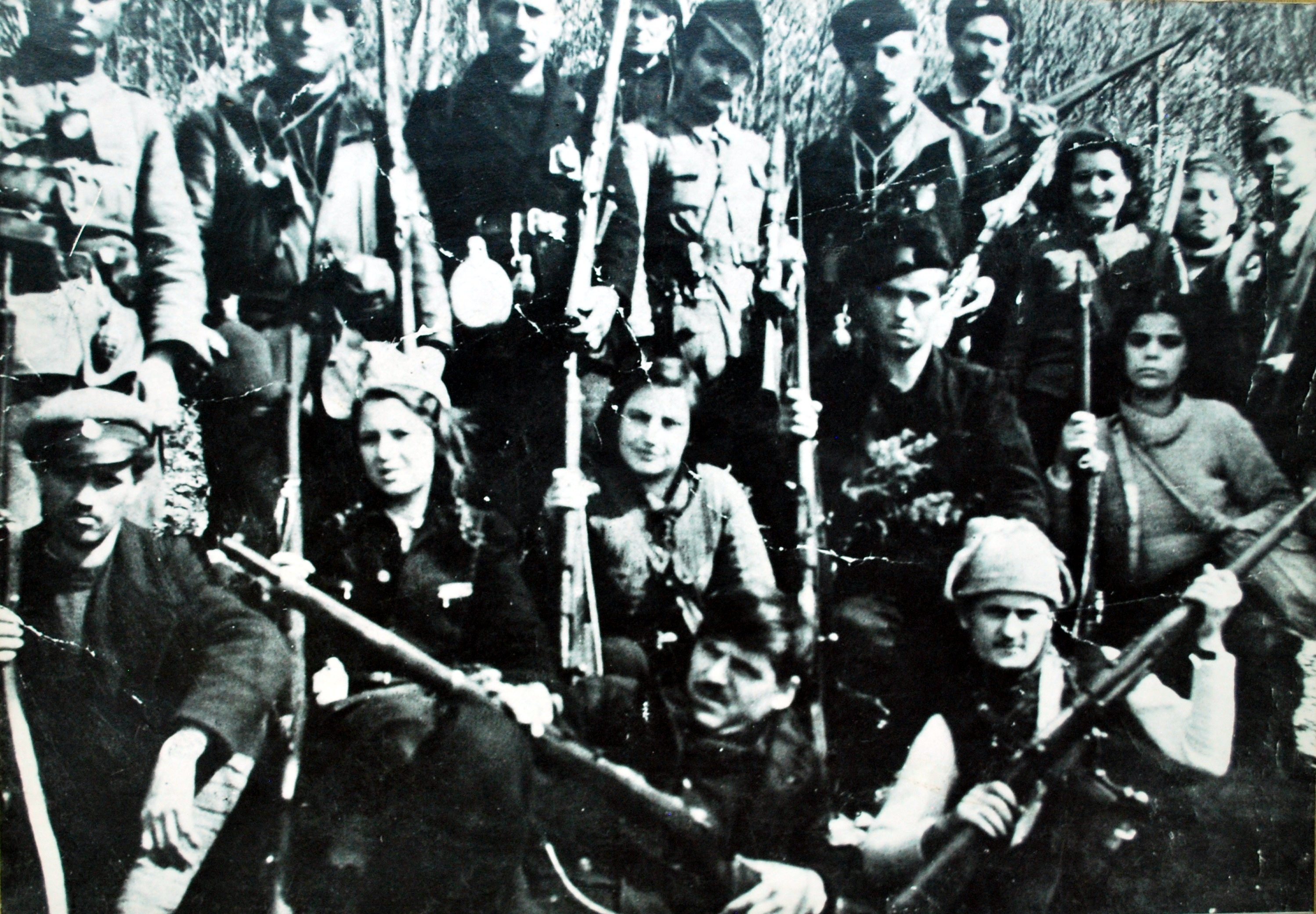
Partisans de Bitola-Prespa, avec Zamilla Kolonomos au centre et Estraya « Mara » à droite, 1942-44

Durant la Seconde Guerre mondiale, les Juifs sont tenus de porter l'étoile jaune ; ils sont tous recensés avant leur déportation qui a lieu du 11 au 29 mars 1943, d'abord enfermés plusieurs jours dans de très dures conditions (les cinq premiers jours sans nourriture ni eau) dans l’entrepôt des tabacs, et gardés par des soldats bulgares puis transportés vers Treblinka lors de trois expéditions, enfermés dans des wagons à bestiaux à raison de 80 Juifs par voiture, où on les assassine dès leur arrivée.
S'appuyant sur les archives de la ville, les historiens montent à 3 762 le nombre de Monastirlis tués dans ce camp d'extermination nazi, soit 69 familles juives,,. Parmi eux : les Abolcher, Aroesti/Aruesti, Bejakar, Calderon/Kalderon, Hasson/Hason, Ischach, Kamchi/Kamhi, Kassorla/Kasorla, Kohen, Levi/Lewi, Meshulam, Nachmias, Ovadia, Pardo, Peso et Testa. Quatre Monastirlis parviennent à s'échapper entre les deux transports : Nico Pardo, Allegra Aroesti-Pardo, Joseph Kamhi et Albert Sarfati,,.

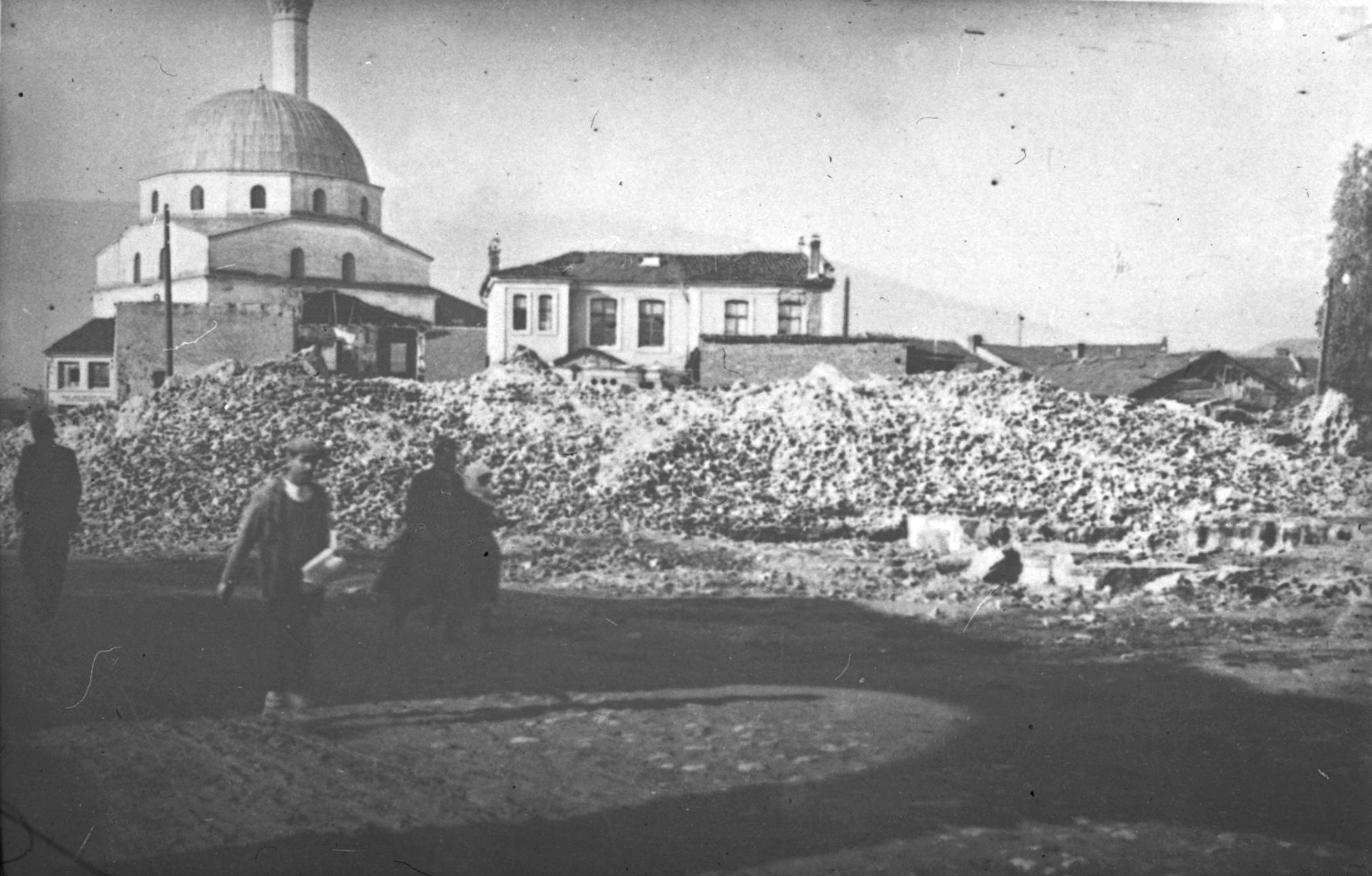
Synagogue Kal Aragon, détruite en 1944

Quelques jeune Juifs s'enfuient dans les montagnes pour échapper à ce sort et rejoindre la Résistance des (sr) partisans locaux (NOP) dans leur combat ; parmi eux, la frêle communiste Haïm Estreya Owadia (en) (1922-1944) surnommée « Mara », âgée de 22 ans, devenue par la suite une héroïne de la ville et du même âge, Zamilla Kolonomos (he) (1922-2013) qui, devenue plus tard  octogénaire, témoignera de ces événements dans un livre et un film,,. Aussi, un jardin d'enfants portera plus tard le nom d'Estraia Ovadia, déclarée héroïne nationale communiste par Tito en 1953 ; un buste sera érigé en son souvenir.
En 2019, l'institut Yad Vashem recense dix Justes parmi les nations en Macédoine.

#### Après la Deuxième Guerre mondiale

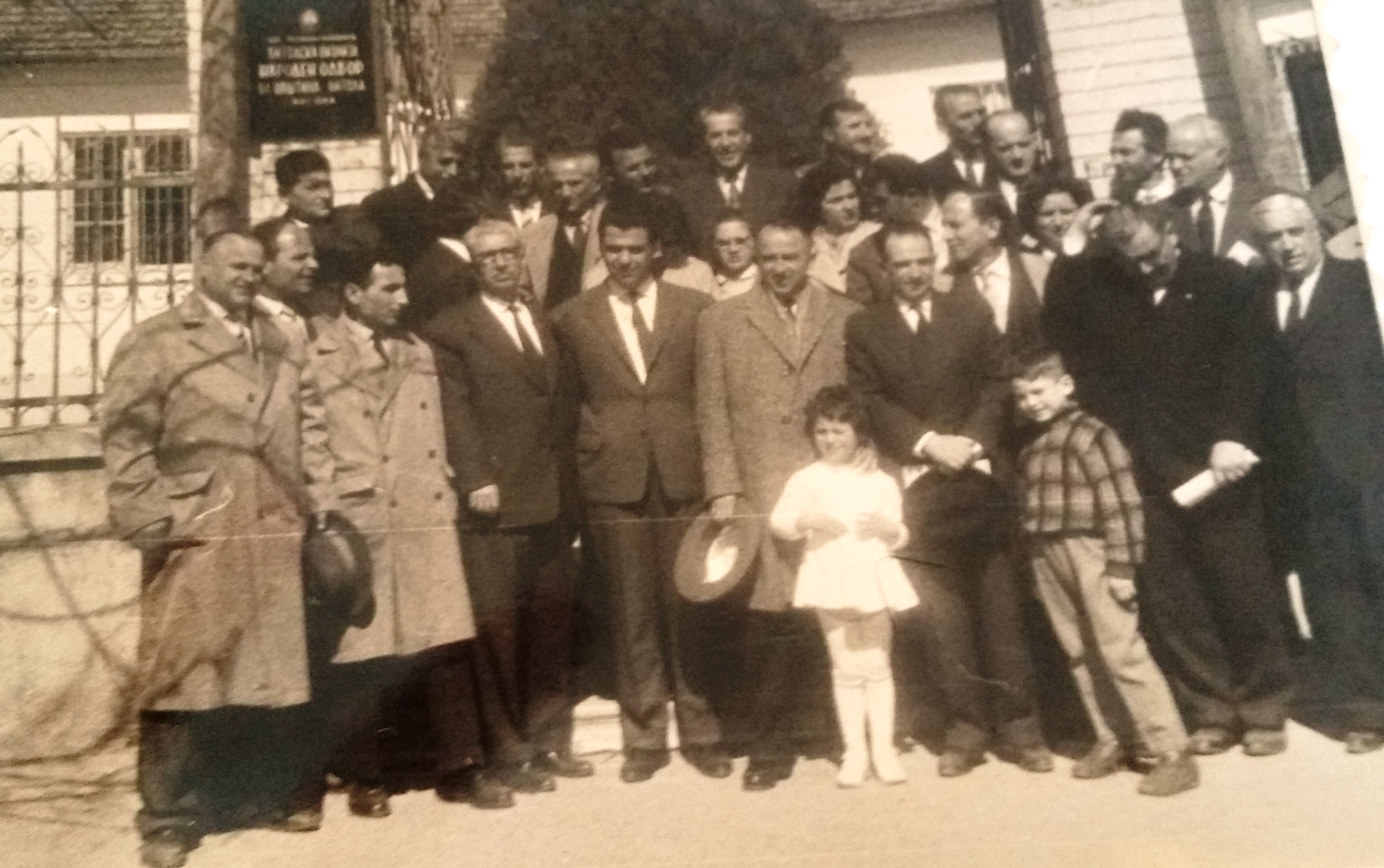
La famille Abravanel et la communauté juive à Bitola, fin des années 1950

Dr Haïm Abravanel (he) (1896 Bitola - 1984 Bat Yam, Israël ) est un médecin juif, directeur de l'hôpital d'État de Bitola entre 1946 et 1963. Lui et sa femme Bertha sont la dernière famille juive vivant dans la ville après la destruction de la communauté juive pendant la Shoah. Il travaille également avec les autorités pour aider à réhabiliter le cimetière juif de la ville.
En 1958, une cérémonie commémorative rassemble des survivants et descendants de la communauté juive de Macédoine à Bitola, en présence des Abravanel. Cette cérémonie a lieu tous les 11 mars en souvenir de l'extermination de la communauté en mars 1943.
Le 26 juillet 1963, le tremblement de terre de Skopje qui tue 1 070 personnes et laisse en ruines la majorité de la ville dont le vieux centre,, tue également quatre membres de la communauté juive de Bitola : Mira Kolonomos, le Dr Nissim Abravanel, le Dr Roni Levi Abravanel et le Dr Levi Slbator (enfants et membres de la famille du Dr Haïm Abravanel), ainsi que trois touristes juifs. La synagogue et le cimetière juif sont aussi détruits. Israël fait partie des pays qui viennent en aide à la Yougoslavie pour aider les blessés et reconstruire la ville. Haïm Abarbanel quitte alors la ville pour émigrer la même année en Israël avec sa petite-fille rescapée du séisme.

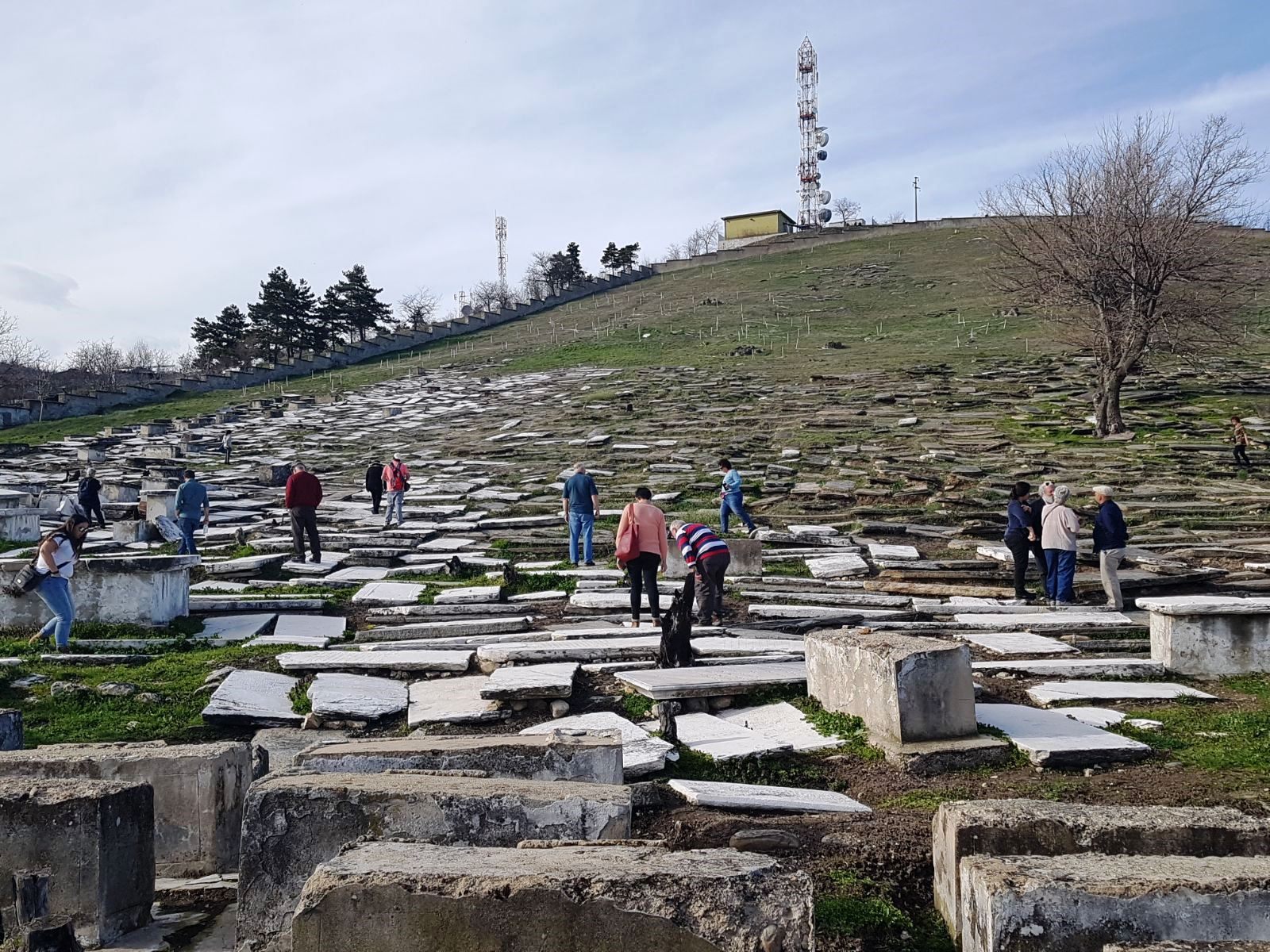
Cimetière juif de Bitola, 2018

Dans les années 1990, il ne reste plus rien des synagogues portugaise et aragonaise de Monastir. Le cimetière juif fondé en 1497 est abandonné - les soldats bulgares ayant utilisé ses pierres tombales pour leur camp militaire, les trottoirs, la piscine... ainsi que les paysans macédoniens pour leurs diverses constructions. Des croix gammées et des slogans nazis maculent la tente placée sur la tombe du rabbin Abraham Aruesti, l'étoile de David à l'entrée du cimetière est brisée, les paysans font paître leurs moutons sur les tombes juives.
« Le cimetière juif est rénové par des bénévoles d' Israël ». En 2018, l'hôpital de la ville prend le nom de « Haïm Abarbanel Hospital » en l'honneur du médecin juif qui s'y est tant investi.
En 2019, une cérémonie intitulée « Marche de la vie » se déroule dans le cadre de la Journée du mémorial de l'Holocauste à Bitola et à Skopje. Elle réunit l'Association pour le patrimoine juif de Bitola-Monastir, une délégation académique de l'Université de Bar-Ilan (BIU) et des centaines de membres d'organismes israéliens et venus du monde entier aux fins de se rendre hommage à la communauté disparue et d'encourager les initiatives de promotion des relations israélo-macédoniennes. Des arrêts sont marqués devant l'« usine Monopoli » et à la gare d'où les Juifs ont été déportés vers leur mort à Treblinka, à l'hôpital Haïm Abarbanel, devant les ruines du cimetière juif, au « jardin d'enfants Esteria Ovadia ».

##### Synagogue Bitola à Salonique

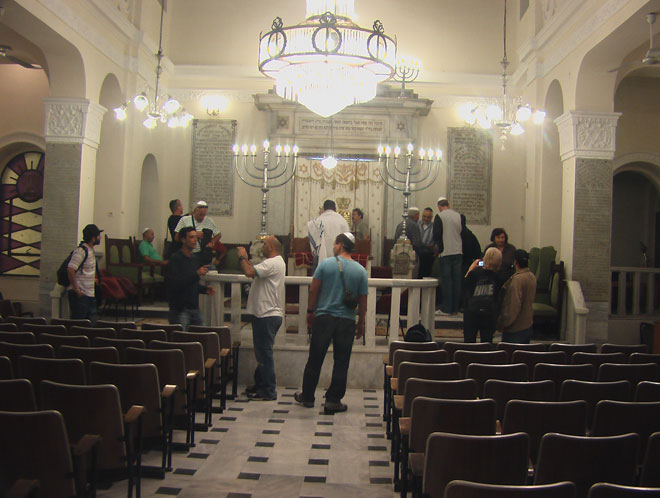
Synagogue Bitola à Thessalonique

On trouve dans l'actuelle Thessalonique la synagogue (bg) Bitola Monastir, construite et meublée en 1925 avec des dons d'Ida Aroesti et dédiée à la mémoire de son mari Isaac, et de familles juives déplacées de Monastir Bitola à Salonique après les guerres des Balkans (1912-1913) et la Première Guerre mondiale - d'où son nom. Le premier office est mené par le Grand Rabbin intérimaire de Salonique, Chaim Raphael Habib. Pendant l'occupation nazie, la synagogue des Monasteriotes de Salonique figurait au centre du ghetto créé à l'intérieur de la ville. Après la déportation de la communauté juive de Salonique dans les camps de la mort, la synagogue a été utilisée comme entrepôt par la Croix-Rouge, évitant ainsi sa destruction par les nazis. « Après la libération en novembre 1944, les quelques Juifs qui avaient été sauvés par des amis chrétiens et ceux qui avaient rejoint les forces de résistance nationale ont trouvé refuge dans cette synagogue. Lorsque la vie communautaire normale a été rétablie , elle est devenue la synagogue centrale de Thessalonique. En juin 1978, le tremblement de terre qui a secoué la ville a causé des dommages à l'immeuble et ses services ont été suspendus jusqu'à ce que la tâche délicate de sa restauration ait été achevée, avec des fonds fournis par le gouvernement grec qui la considère comme l'un des monuments historiques de Thessalonique. Aujourd'hui, elle est en service pour les besoins religieux des Juifs de Thessalonique »,,.

## Statistiques
Sur une population d'environ 4 000 Juifs en 1884 puis de 6 000 à 11 000 Juifs (sur 60 000 habitants) en 1900, la communauté juive de Monastir est tombée à 7 000-8 900 personnes en 1910-1912, à 3 750 en 1931, à 3 240 (sur 28 000 habitants) en 1940, à 3 350 en 1941, à 57 en 1945 et à 1 en 2002,,,. Après un demi-millénaire d'existence, la communauté juive de Monastir-Bitola n'existe plus.
Quelques anciens Juifs monastirlis vivent actuellement à Skopje.

## Galerie

Vestiges de la communauté juive de Bitola
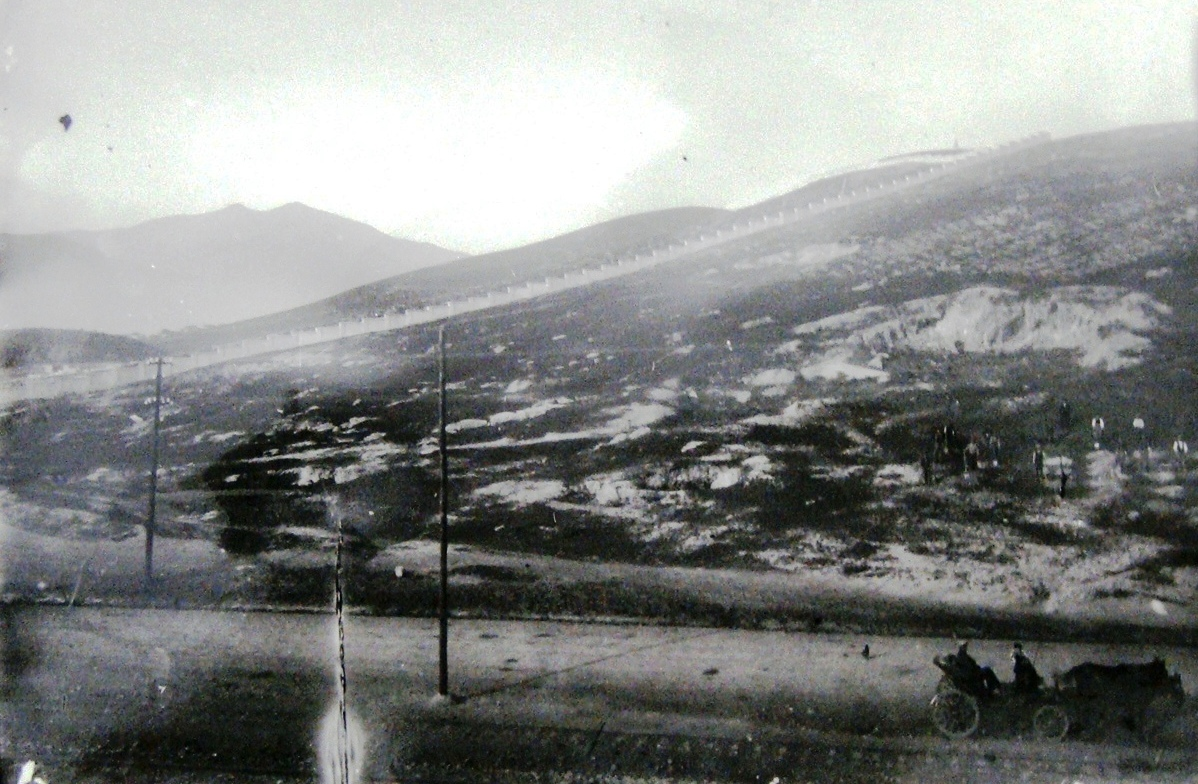
Cimetière juif de Bitola, 1912
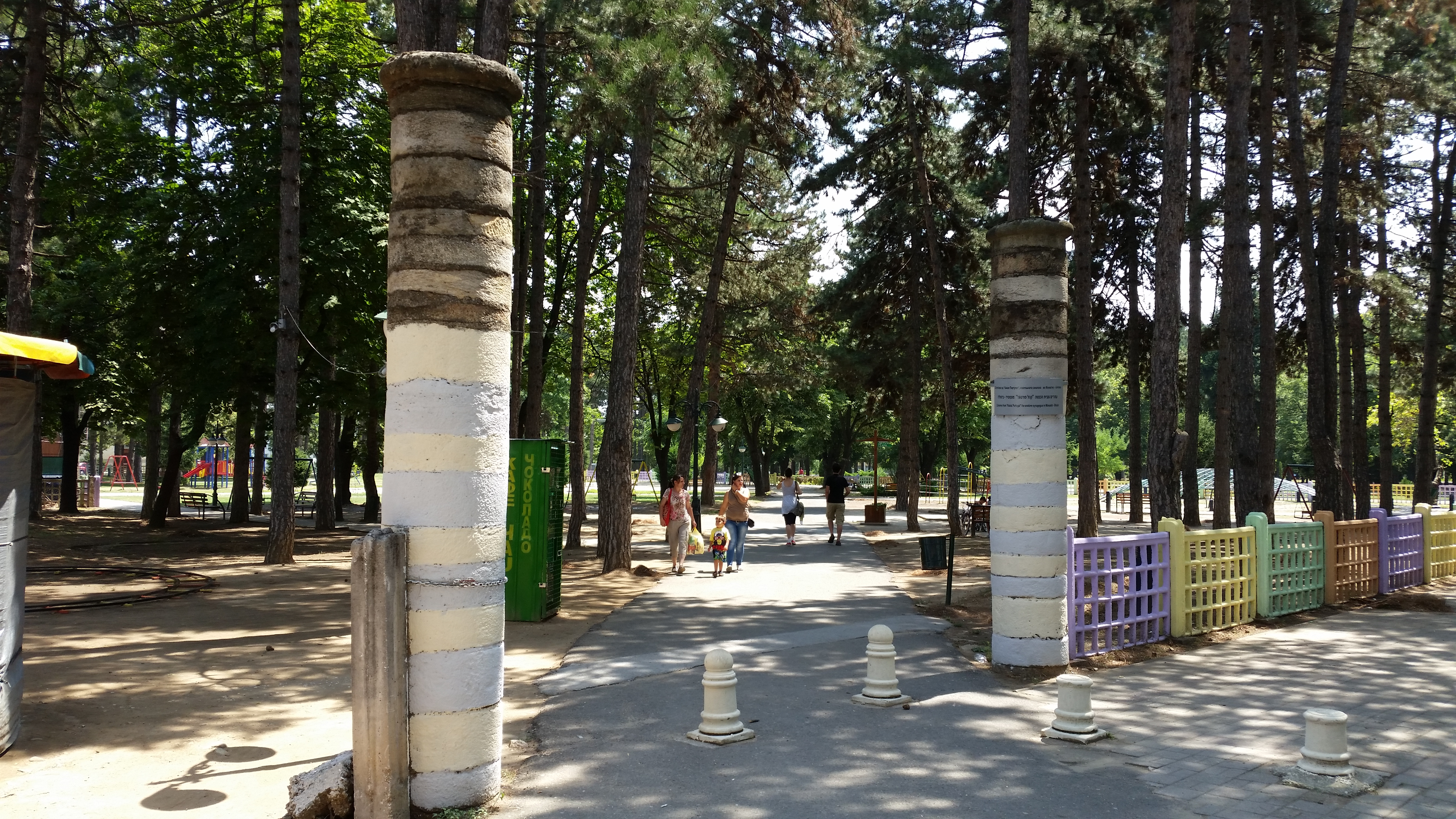
Colonnes, vestiges de l'ancienne synagogue portugaise de Bitola.
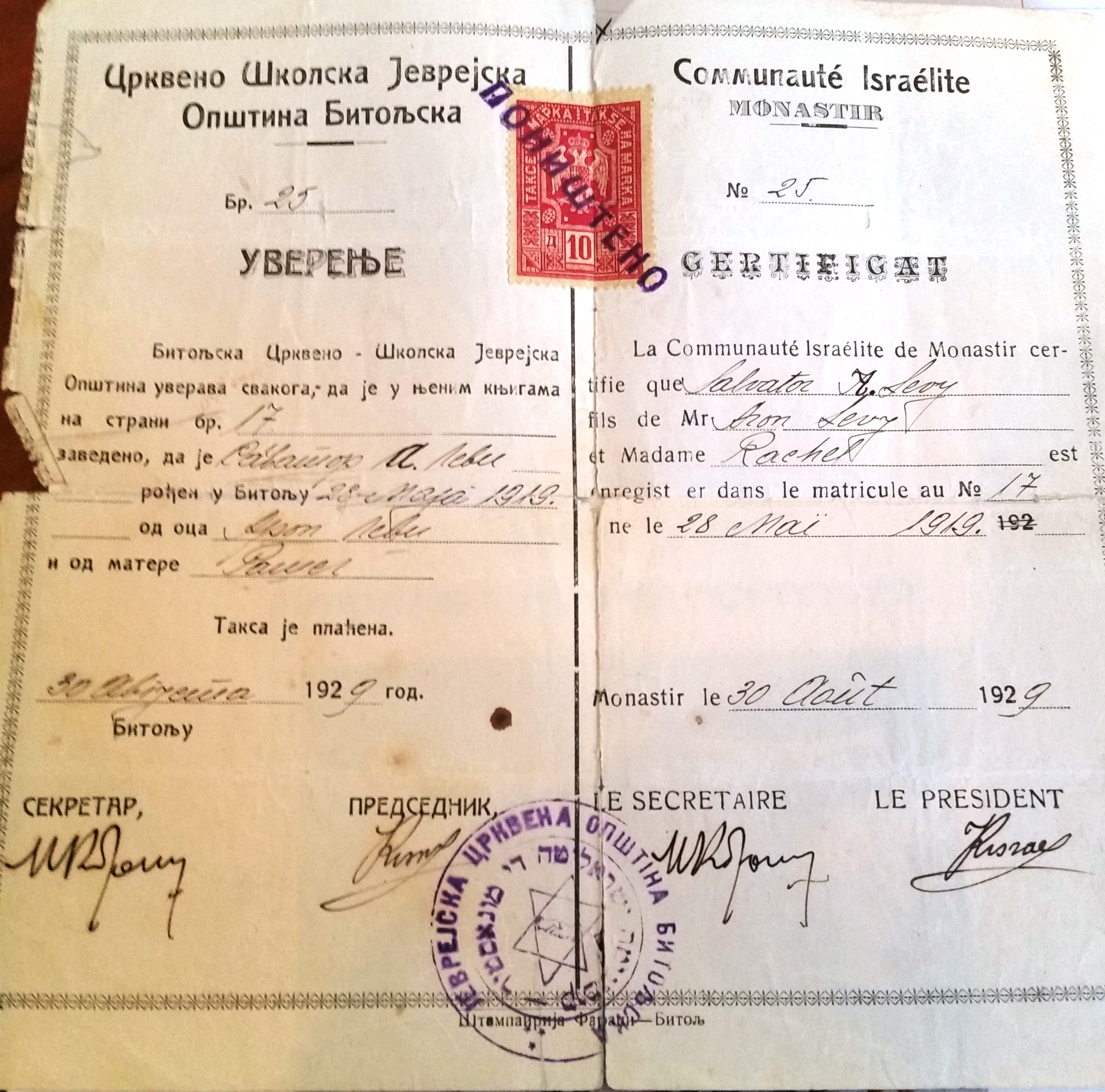
Certificat israélite d'état civil de Salvator Levi, 1929
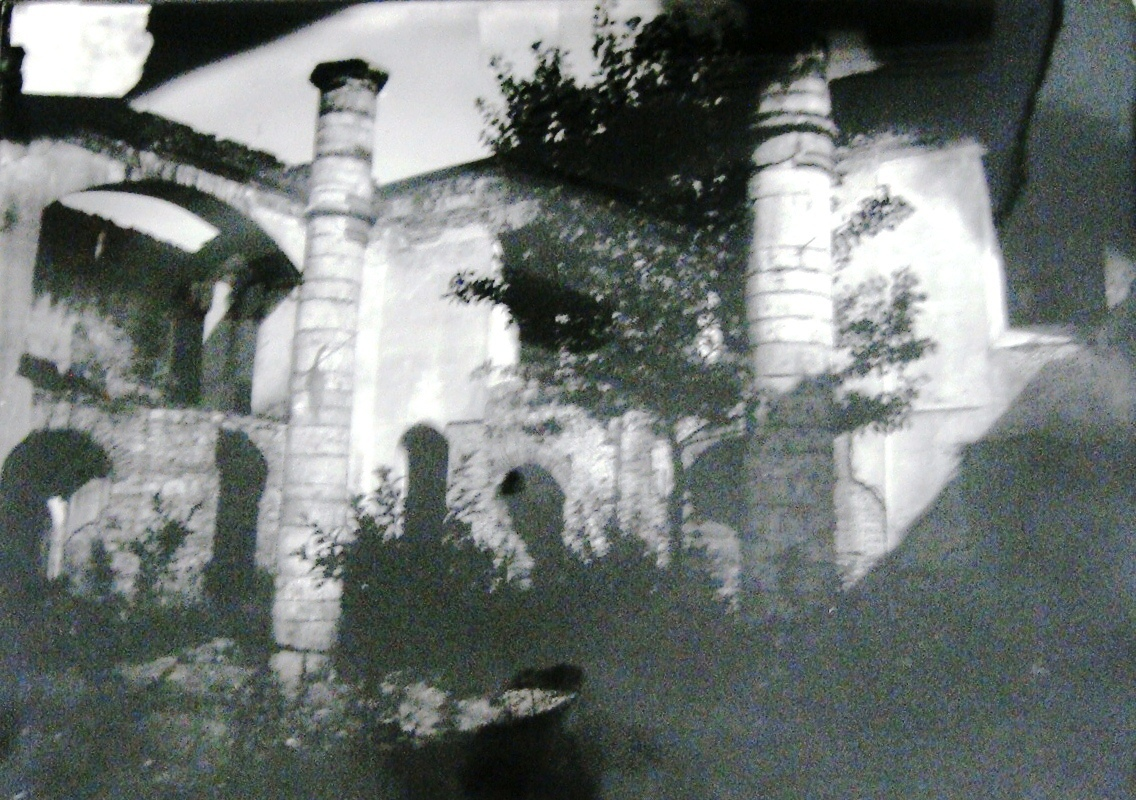
Synagogue Kal Portugal après avoir été incendiée à Bitola, 1919-1929
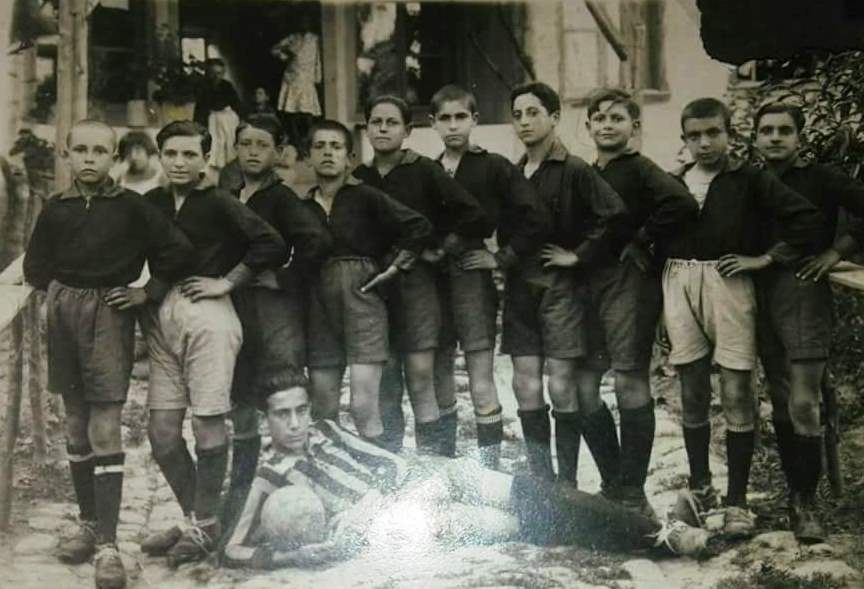
Équipe de jeunes footballeurs juifs, v. 1930
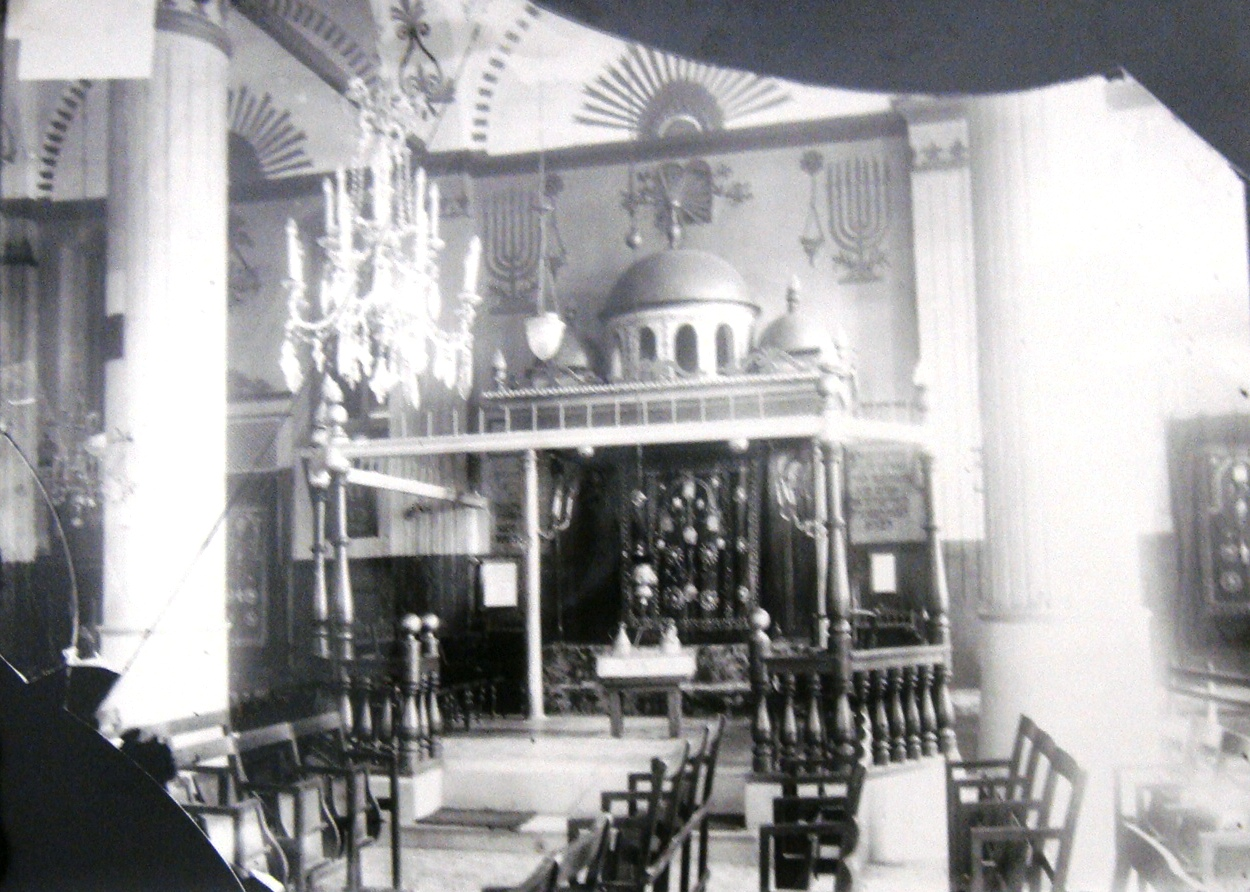
Synagogue Kal di Aragon à Bitola dans l'Entre-Deux-guerres
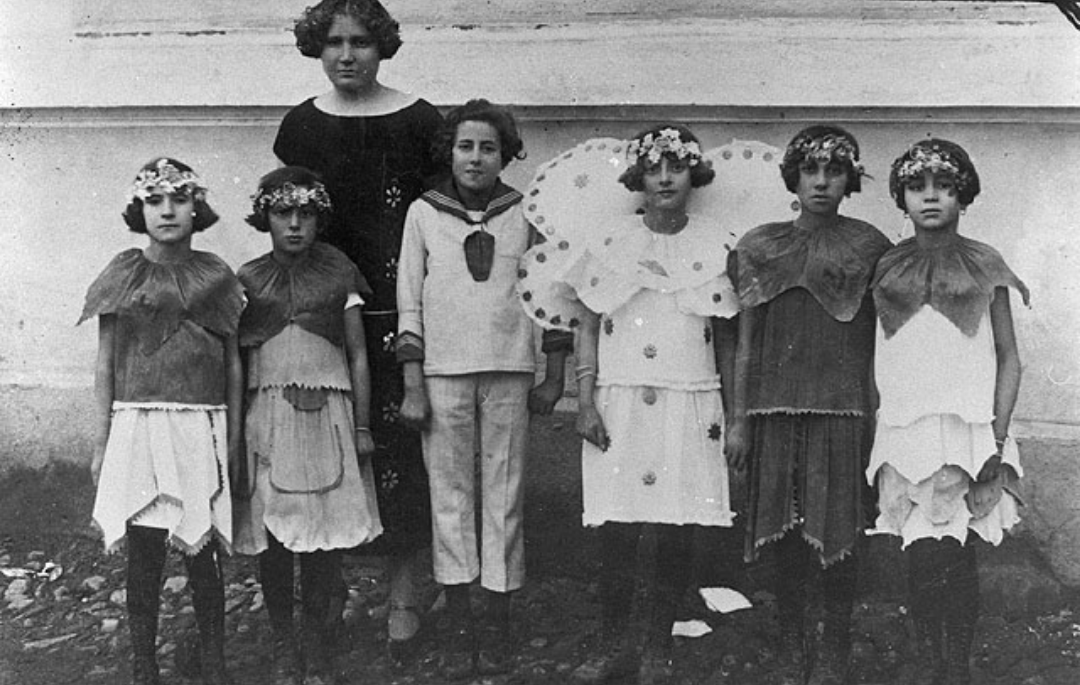
Le professeur d'hébreu Leah Ben-David (« La Miss ») avec ses élèves à pourim, années 1930
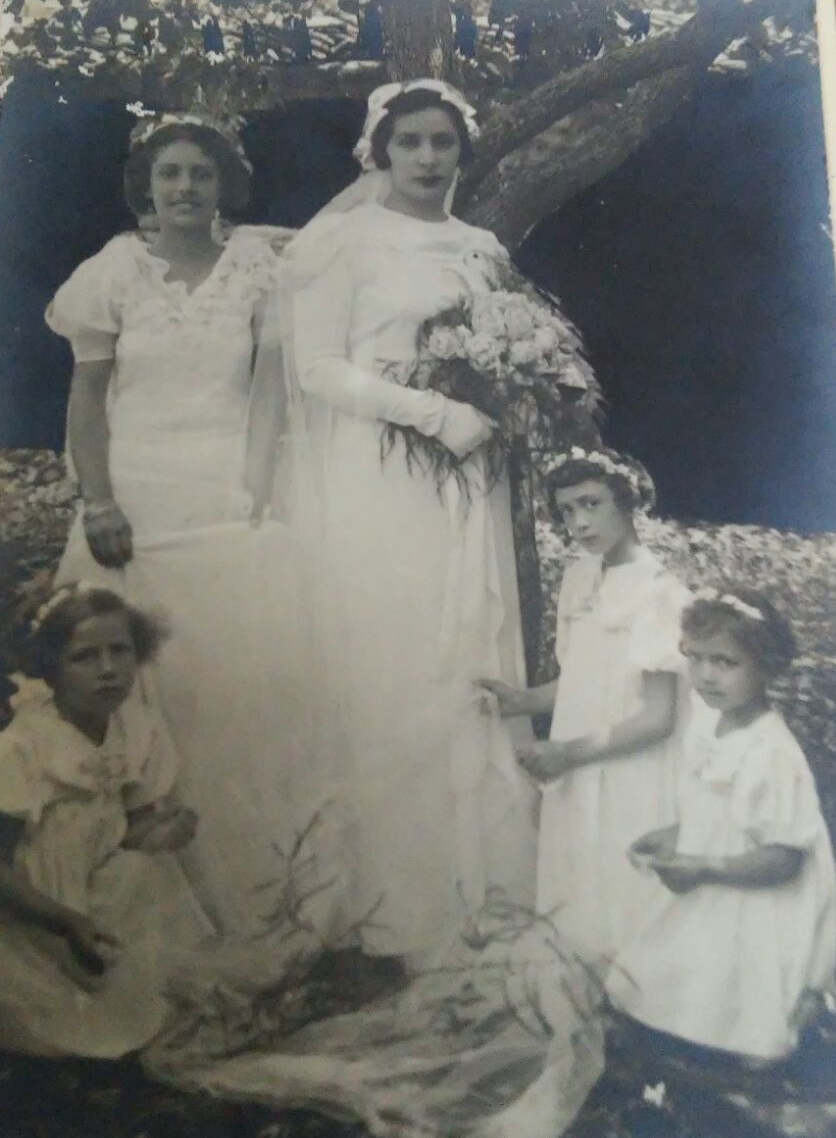
Mariage de Yael Unna à Monsatir (Bitola),
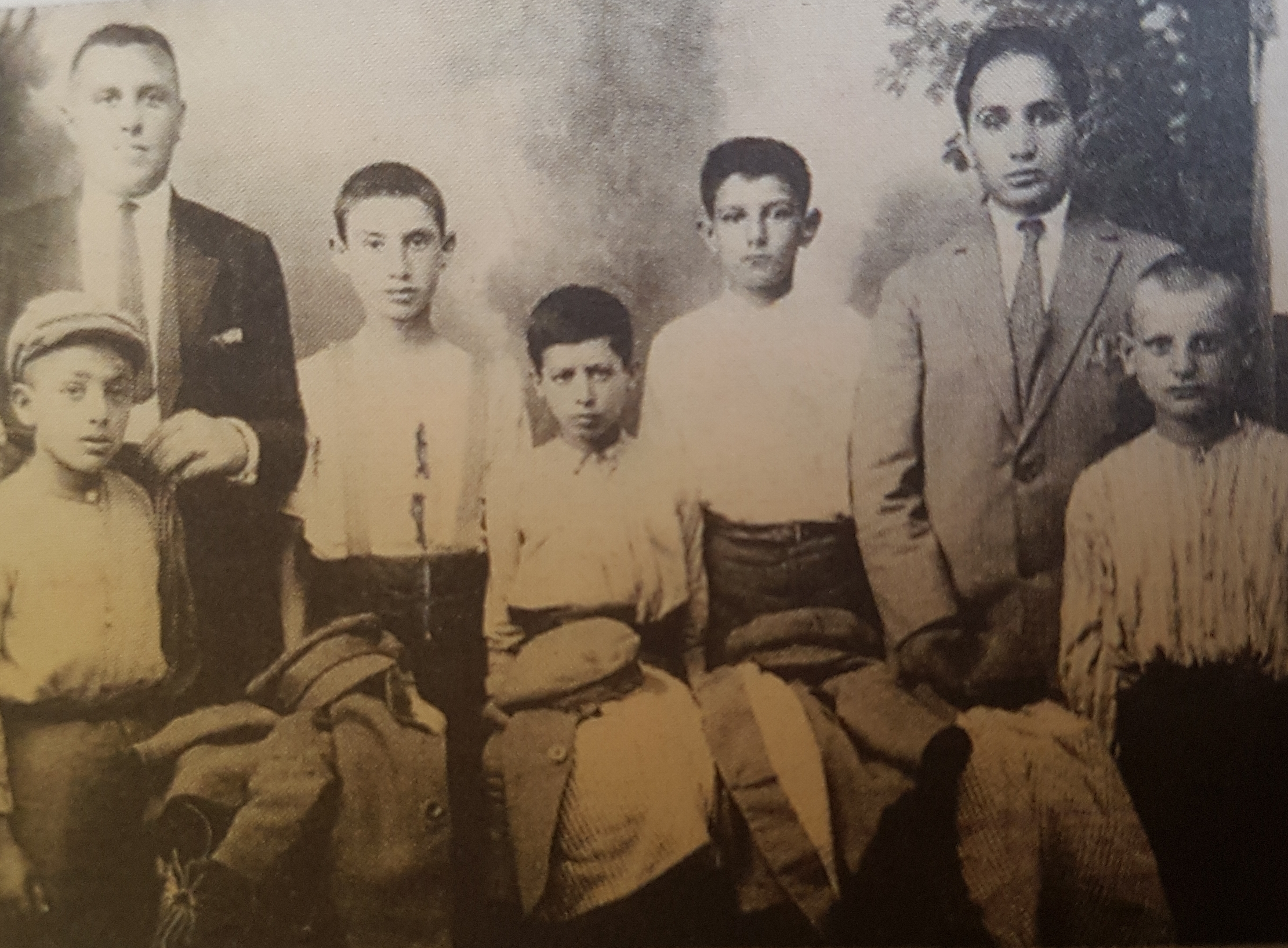
Juifs de Bitola
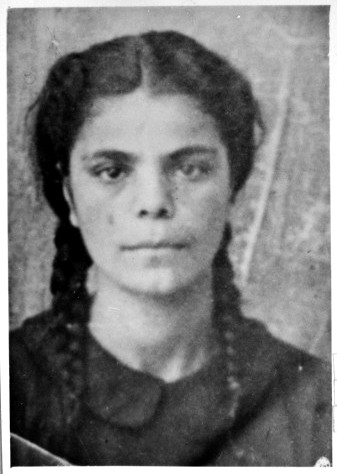
Haïm Estreya Owadia (en) (1922-44), dite Mara, partisane yougoslave et héroïne de Bitola
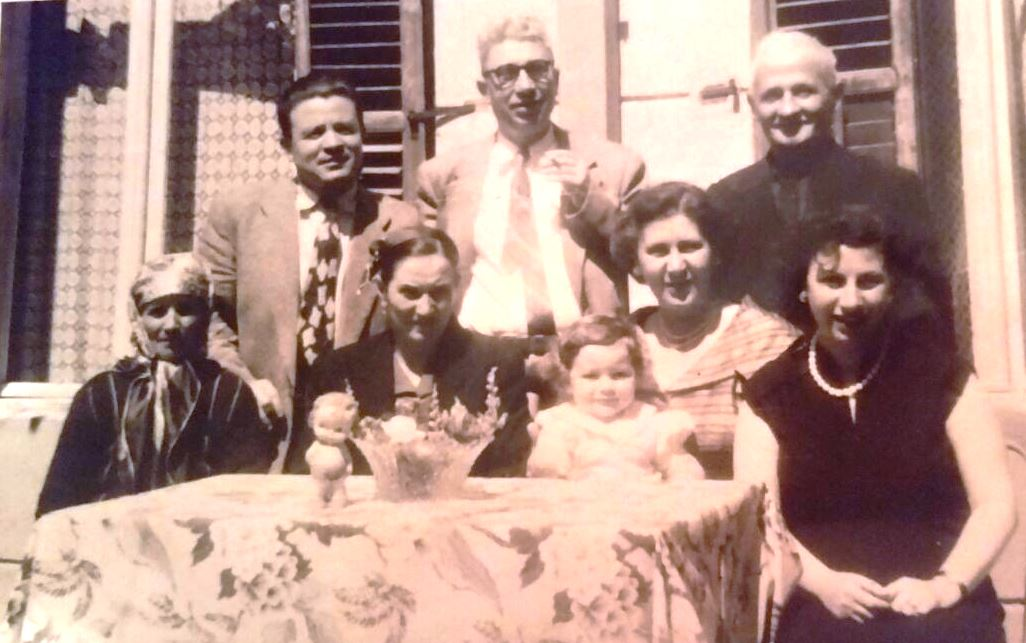
La famille Abravanel avec les Justes Arslan et Mustafa Resnick, Bitola en 1957
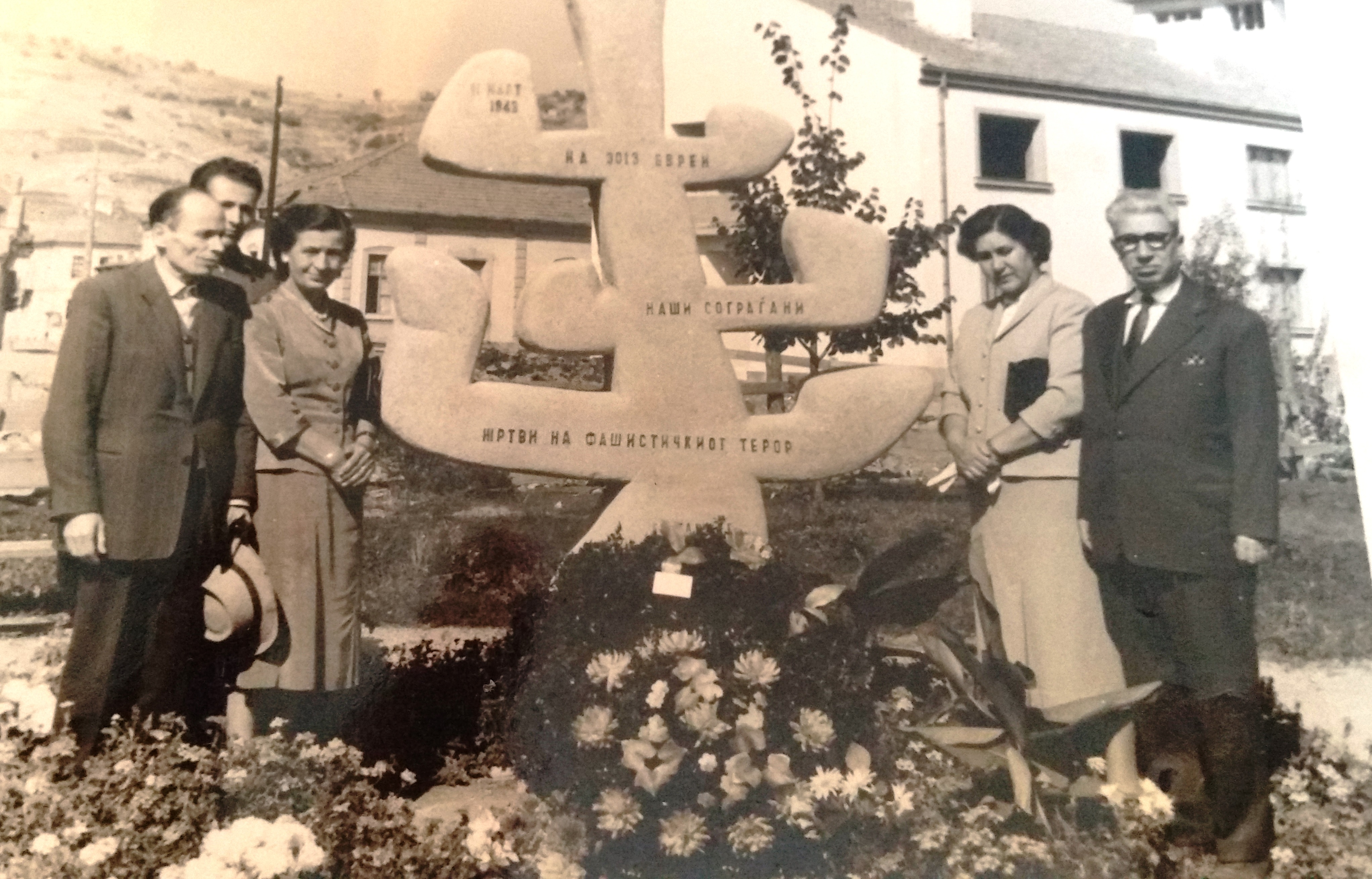
Dr Abravanel et sa famille près du monument commémoratif de Bitola, 1958
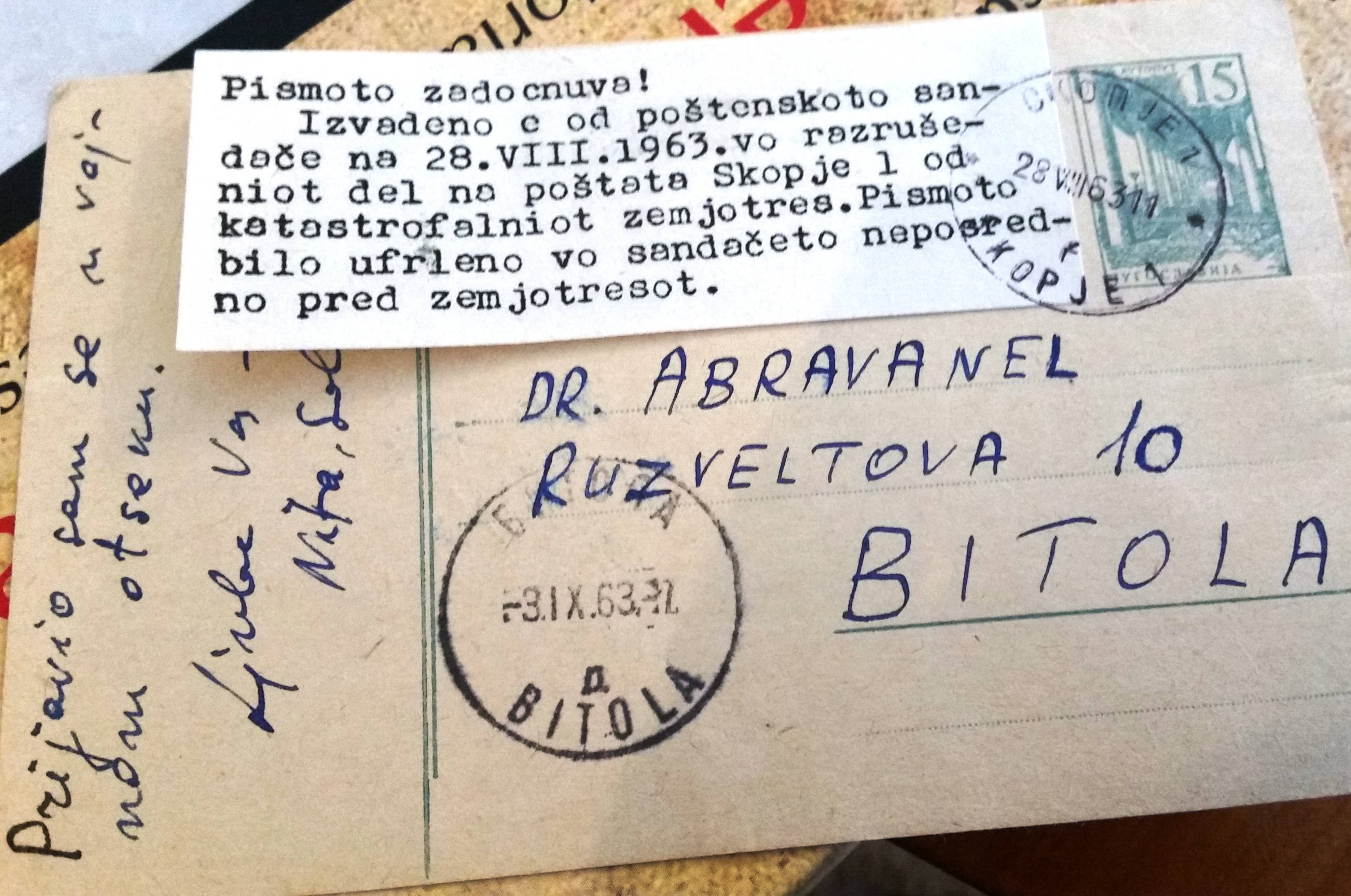
Carte trouvée dans les ruines du bureau de poste, envoyée au Dr Abravanel à Bitola en 1963 par les Dr Renee Levy Abravanel et Levi Slbator, avant de périr dans le tremblement de terre de juillet 1963
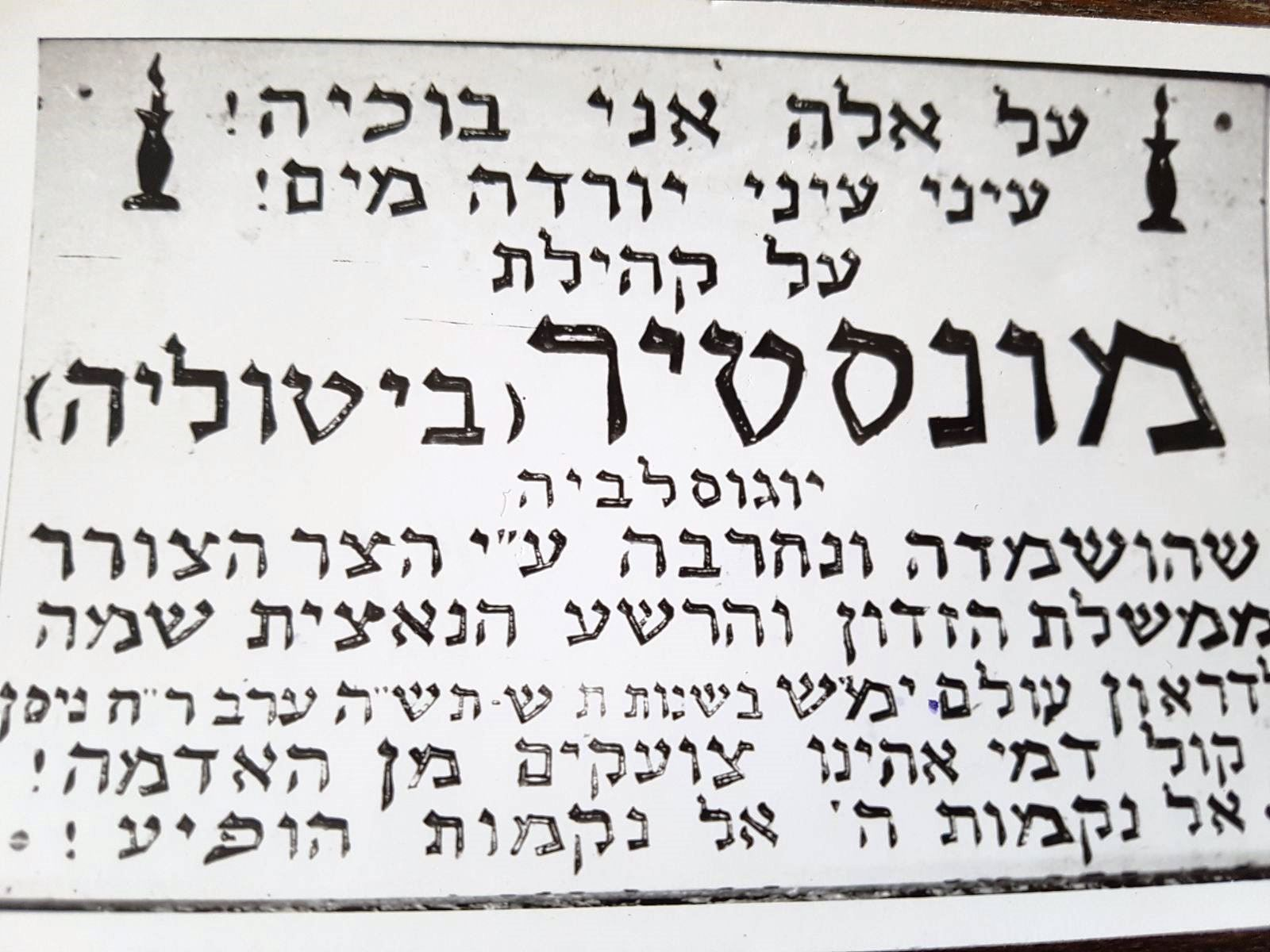
Plaque commémorative pour les victimes de la Shoah de Monastir (Bitolim), 1967
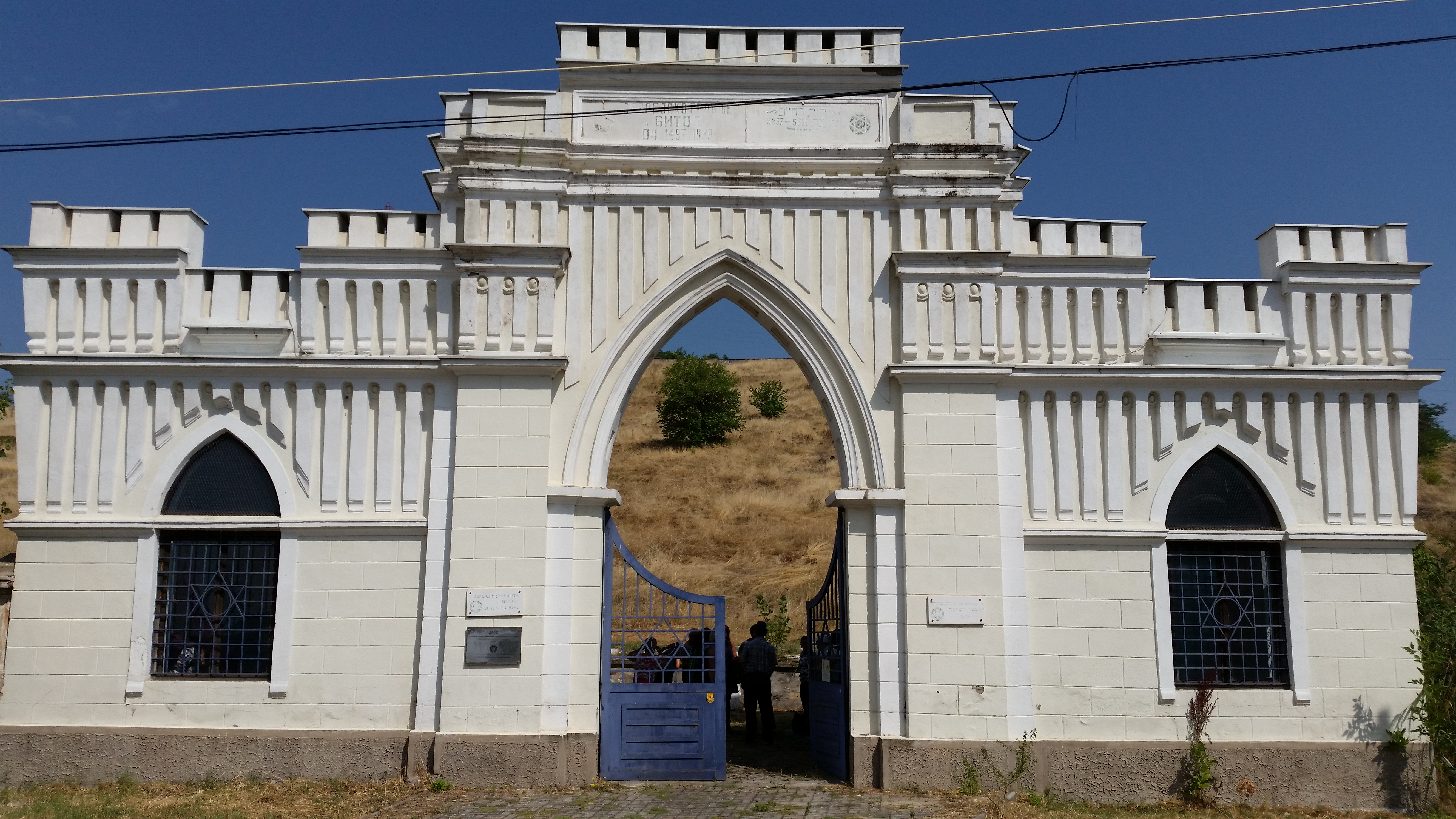
Entrée du cimetière juif de Bitola.
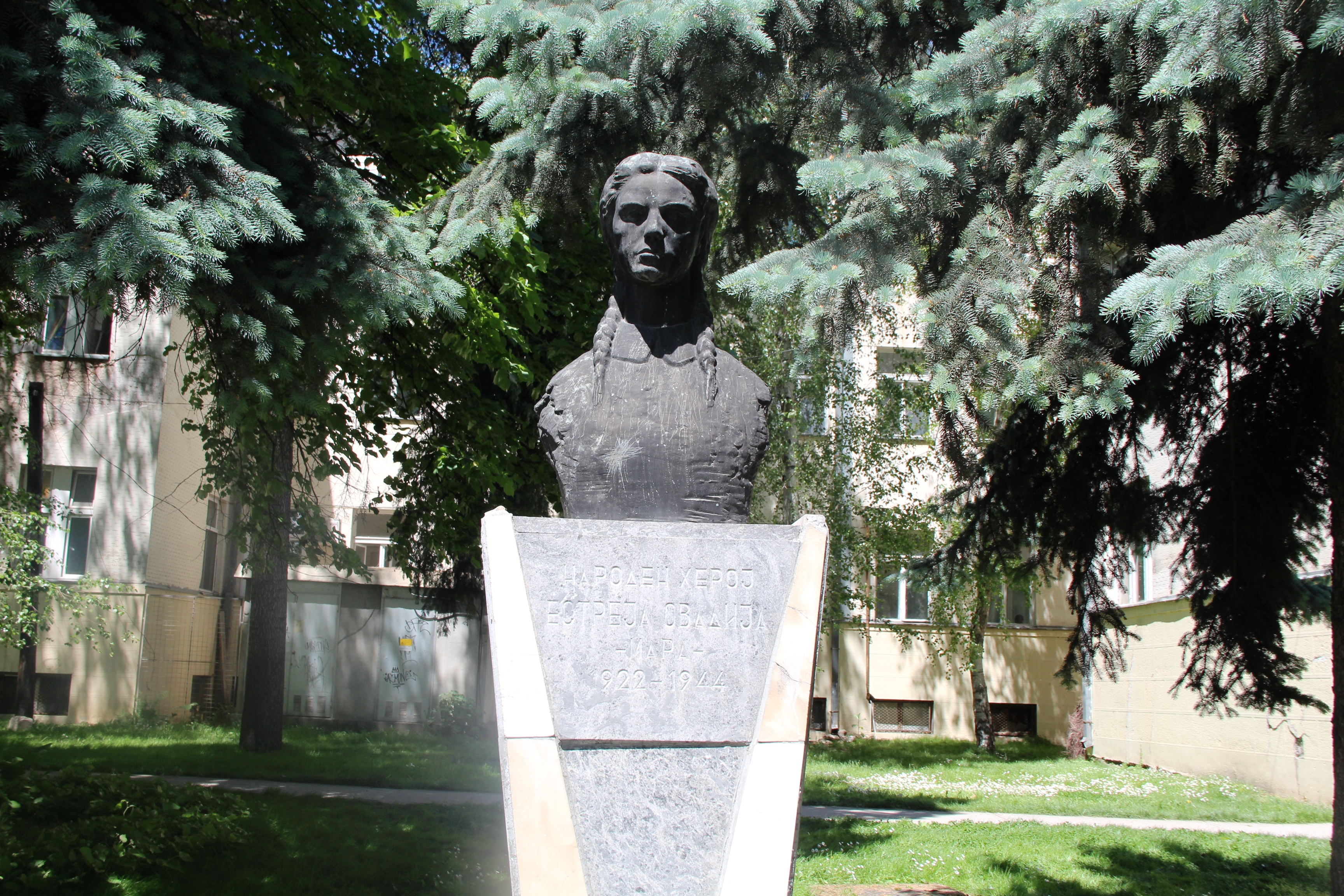
Buste en mémoire d'Estria Ovadia, héroïne communiste de la ville